# Fu Manchu (personage)
Dr. Fu Manchu is een door de Engelse auteur Sax Rohmer bedacht personage. Het personage verscheen aanvankelijk in een reeks romans van deze schrijver gedurende de eerste helft van de 20e eeuw. Later dook het personage ook op in een reeks films en strips.
Fu Manchu is een stereotype van een kwaadaardig genie, en was zeker in zijn begindagen ook een personificatie voor het “gele gevaar” (Engels: Yellow Peril, een naam gegeven aan de angst en haat tegen Oosterlingen en dan met name Chinezen).

## Personage
Een omschrijving van Fu Manchu is te vinden in het eerste boek over dit personage:

Stel je een persoon voor, lang, dun en katachtig, met wenkbrauwen zoals Shakespeare en een gezicht als dat van Satan… een groot intellect beschikkend over alle wetenschappelijke kennis uit heden en verleden. Neem dat beeld voor je, en je hebt een beeld van Dr. Fu-Manchu, het Gele Kwaad samengebracht in 1 man. – vertaling uit The Insidious Dr. Fu Manchu

Fu Manchu is een meestercrimineel. Zijn plannen worden gekenmerkt door zijn gebruik van wrede methodes. Hij gebruikt nooit vuurwapens, maar geeft de voorkeur aan messen en steekwapens. Zijn handlangers zijn doorgaans Thuggee of leden van andere geheime organisaties, met name de Si-Fan. Verder gebruikt hij giftige dieren zoals slangen, en gevaarlijke bacteriën en schimmels als natuurlijke wapens.
Volgens Cay Van Ash (een vriend van Sax Rohmer) was de naam "Fu Manchu" de naam van een eretitel, en betekende zoiets als "De oorlogszuchtige Mantsjoes."
In zijn eerste boeken is Fu Manchu nog een huurling gestuurd door de Si-Fan, maar al snel werkt hij zich een weg omhoog naar de top van deze organisatie. Zijn plannen hebben vaak betrekking op de internationale politiek.
Dr. Fu Manchu beschikt ook over enkele bovenmenselijke eigenschappen. Zo kan hij via een elixer zijn leven enorm verlengen.

## Dochter
Fu Manchu heeft een dochter genaamd Fah lo Suee. Zij is al net zo’n meestercrimineel als haar vader, en heeft meerdere malen geprobeerd zijn organisatie over te nemen.

## Vaste vijanden
Dr. Fu Manchu werd in zijn eerste verhalen voornamelijk tegengewerkt door Commissaris Sir Dennis Nayland Smith en Dr. Petrie. Zij dienden als een soort Sherlock Holmes en Dr. Watson. Fu Manchu en Smith hebben diep van binnen echter wel respect voor elkaar, daar ze beide geloven dat een man zich altijd aan zijn woord moet houden, zelfs tegenover vijanden.

## Culturele impact
Het personage Fu Manchu heeft vele andere personages geïnspireerd. Voorbeelden hiervan zijn Pao Tcheou, Dr. Azimn, Ancient Wu uit True Crime: Streets of LA, Ming the Merciless uit Flash Gordon, Li Chang Yen uit The Big Four, James Bonds tegenstander Dr. No, Lo-Pan uit Big Trouble in Little China en Iron Mans tegenstander, de Mandarin.
Een vrouwelijke parodie op Fu Manchu, genaamd Wu Manchu, verscheen in de strips van Johnny Goodbye en Agent 327.
Fu Manchu is een van de oudste bekende superschurken, tezamen met Professor Moriarty.

## Boeken
- The Insidious Dr Fu Manchu (1913) (ook bekend als The Mystery of Dr Fu-Manchu).
- The Return of Dr Fu Manchu (1916) (ook bekend als The Devil Doctor)
- The Hand of Fu Manchu (1917) (ook bekend als The Si-Fan Mysteries)
- Daughter of Fu Manchu (1931) narrated by Shan Greville rather than Dr. Petrie.
- The Mask of Fu Manchu (1932)
- The Bride of Fu Manchu (1933)
- The Trail of Fu Manchu (1934)
- President Fu Manchu (1936)
- The Drums of Fu Manchu (1939)
- The Island of Fu Manchu (1940)
- The Shadow of Fu Manchu (1948)
- Re-Enter Fu Manchu (1957)
- The Wrath of Fu Manchu (1973).
- The Word of Fu Manchu (1958)
- The Mind of Fu Manchu (1959).
- Emperor Fu Manchu (1959)
- Ten Years Beyond Baker Street. (1984).
- The Fires of Fu Manchu (1987).
- The League of Dragons (een niet gepubliceerd verhaal).
- The Terror of Fu Manchu gepland voor 2008.

## Andere media

### Films
| Titel                              | Jaar | Fu Manchu acteur |
| ---------------------------------- | ---- | ---------------- |
| The Mystery of Dr. Fu Manchu       | 1923 | Agar Lyons       |
| The Further Mysteries of Fu Manchu | 1924 | Agar Lyons       |
| The Mysterious Dr. Fu Manchu       | 1929 | Warner Oland     |
| The Return of Dr. Fu Manchu        | 1930 | Warner Oland     |
| Daughter of the Dragon             | 1931 | Warner Oland     |
| The Mask of Fu Manchu              | 1932 | Boris Karloff    |
| Drums of Fu Manchu                 | 1940 | Henry Brandon    |
| The Face of Fu Manchu              | 1965 | Christopher Lee  |
| The Brides of Fu Manchu            | 1966 | Christopher Lee  |
| The Vengeance of Fu Manchu         | 1967 | Christopher Lee  |
| The Blood of Fu Manchu             | 1968 | Christopher Lee  |
| The Castle of Fu Manchu            | 1969 | Christopher Lee  |
| The Fiendish Plot of Dr. Fu Manchu | 1980 | Peter Sellers    |

### Televisie
In 1952 waren er al plannen voor een Fu Manchu televisieserie, maar verder dan een niet verkochte pilotaflevering kwam deze niet.
Van september 1956 tot november 1956 liep de 13-delige serie The Adventures of Fu Manchu, met Glen Gordon als Dr Fu Manchu en Lester Matthews als Sir Dennis Nayland Smith.

### Strips
Fu Manchu maakte zijn debuut in de strips in Detective Comics # 17. Ook Marvel Comics had een tijdje de rechten op het personage.
Fu Manchu was een van de schurken in de stripreeks The League of Extraordinary Gentlemen.